# Provaljenik
Provaljenik (izvirno srbsko Проваљеник) je naselje v Srbiji, ki upravno spada pod Občino Babušnica; slednja pa je del Pirotskega upravnega okraja.

## Demografija
V naselju živi 173 polnoletnih prebivalcev, pri čemer je njihova povprečna starost 51,2 let (50,9 pri moških in 51,5 pri ženskah). Naselje ima 75 gospodinjstev, pri čemer je povprečno število članov na gospodinjstvo 2,69.
To naselje je popolnoma srbsko (glede na rezultate popisa iz leta 2002), a v času zadnjih treh popisov je opazno zmanjšanje števila prebivalcev.
|  |

| Demografija | Demografija     | Demografija     |
| Leto        | Št. prebivalcev | Št. prebivalcev |
| ----------- | --------------- | --------------- |
|             |                 |                 |
|             |                 |                 |
|             |                 |                 |
|             |                 |                 |
| 1948        | 502             |                 |
| 1953        | 497             |                 |
| 1961        | 434             |                 |
| 1971        | 385             |                 |
| 1981        | 306             |                 |
| 1991        | 282             | 282             |
| 2002        | 202             | 202             |
|             |                 |                 |

| Etnična sestava po popisu iz leta 2002 | Etnična sestava po popisu iz leta 2002 | Etnična sestava po popisu iz leta 2002 | Etnična sestava po popisu iz leta 2002 | Etnična sestava po popisu iz leta 2002 |
| -------------------------------------- | -------------------------------------- | -------------------------------------- | -------------------------------------- | -------------------------------------- |
| Srbi                                   | Srbi                                   |                                        | 202                                    | 100,0%                                 |
| Neznano                                | Neznano                                |                                        | 0                                      | 0,0%                                   |